# Aeroportul Las Cruces
Aeroportul Las Cruces (IATA: LRU, ICAO: KLRU, FAA LID: LRU) este un aeroport din New Mexico, Statele Unite ale Americii ce deservește zona Las Cruces. Aeroportul a fost tranzitat în 2019 de 620 de pasageri. A fost numit după zona deservită.
Situat la o altitudine de 1.358 m, aeroportul dispune de 3 piste.

## Infrastructură

### Piste
Aeroportul dispune de 3 piste: 
- pista 04/22 din asfalt, cu dimensiunile 7.501 picioare × 105 picioare
- pista 08/26 din asfalt, cu dimensiunile 6.069 picioare × 100 picioare
- pista 12/30 din beton, cu dimensiunile 7.506 picioare × 100 picioare